# Papuagrion flavithorax
Papuagrion flavithorax – gatunek ważki z rodziny łątkowatych (Coenagrionidae).